# Hummelholm (vid Ängsö, Nagu)
Hummelholm är en ö nära Ängsö i Nagu,  Finland. Den ligger i Skärgårdshavet i Pargas stad i den ekonomiska regionen  Åboland i landskapet Egentliga Finland, i den sydvästra delen av landet. Ön ligger omkring 4 kilometer öster om Ängsö, 12 kilometer sydväst om Nagu kyrka, 47 kilometer sydväst om Åbo och omkring 180 kilometer väster om Helsingfors. Ön har en allmän förbindelsebrygga som trafikeras av M/S Cheri.
Öns area är 94,7 hektar och dess största längd är 1,8 kilometer i öst-västlig riktning. Ön höjer sig omkring 30 meter över havsytan.
På Hummelholm förekommer främst skog, några ängar och några fritidshus.